# قابل الوالدين
قابل الوالدين (بالإنجليزية: Meet The Parents)‏ هو فيلم أمريكي سنة 2000م كتابة جيم هيزرفيلد وجون هامبورغ وإخراج جي روتش. بطولة روبرت دي نيرو وبن ستيلر، والفيلم يروي سلسلة من الأحداث المؤسفة التي تحدث لرجل يقوم بزيارة أهل حبيبته.

## القصة
غيلورد «غريغ» فوكر (بن ستيلر) هو ممرض يعيش في شيكاغو. ينوي أن يطلب من صديقته بام بيرنز (تيري بولو)الزواج، ولكن هي التي عطلت خطته عندما يعلم أن شقيقة بام قد خطبت، فيسافر غريغ وبام إلى منزل والدي بام لحضور حفل زفاف شقيقة بام، وأراد غريغ أن يخطب بام أمام عائلتها في منزلها ولكن تفشل خطته للتقدم لها مرة أخرى عندما يفقد أمتعته التي تحتوي على الخاتم أثناء السفر. وتنشأ كراهية بين غريغ ووالد بام جاك (روبرت دي نيرو) المفرط في حماية إبنته والشكوك، ثم يعلم غريغ أن جاك عميل لدى الإستخبارات الأمريكية السرية (CIA).

## الجوائز
- أفضل فيلم كوميدي للسنة (جائزة People Choice Awards)
- أفضل أداء كوميدي للسنة «بن ستيلر» (جائزة ام تي في للأفلام)
- أفضل فنان كوميدي للسنة «بن ستيلر» (جائزة الأفلام الكوميدية الأمريكية)

## وصلات خارجية
- قابل الوالدين على موقع IMDb (الإنجليزية)
- قابل الوالدين على موقع ميتاكريتيك (الإنجليزية)
- قابل الوالدين على موقع الموسوعة البريطانية (الإنجليزية)
- قابل الوالدين على موقع روتن توميتوز (الإنجليزية)
- قابل الوالدين على موقع نتفليكس (الإنجليزية)
- قابل الوالدين على موقع قاعدة بيانات الأفلام العربية
- قابل الوالدين على موقع ألو سيني (الفرنسية)
- قابل الوالدين على موقع Turner Classic Movies (الإنجليزية)
- قابل الوالدين على موقع أول موفي (الإنجليزية)
- قابل الوالدين على موقع فيلمافينيتي (الإسبانية)